# سوا (سازمان غیر حکومتی)
سوا (به انگلیسی: SAWA) یک سازمان فلسطینی و غیرانتفاعی در حوزه جامعه مدنی است که در سال ۱۹۹۸ میلادی توسط گروهی از داوطلبان زن فعال در امور زنان تأسیس شد. این سازمان برای از بین بردن انواع خشونت علیه زنان و کودکان و تقویت برابری جنسیتی در جامعه فلسطین تلاش می‌کند. در سند چشم‌انداز این سازمان آمده‌است: «هدف اصلی این سازمان، مبارزه با فرهنگ خشونت و ترویج فرهنگ صلح و امنیت است که در جهت دستیابی به یک جامعه دموکراتیک مبتنی بر اصول برابری فعالیت می‌کند.»
سوا از راه‌های مختلفی در جهت رسیدن به این چشم‌انداز استفاده می‌کند. داوطلبان و کارمندان آموزش دیده با جدیت در کار، در مرکز تماس تلفنی سازمان -که برای تماس گیرندگان رایگان است- مشغول به فعالیت‌اند و در صورت نیاز راهنمایی‌های پزشکی و قانونی به مراجعین و تماس‌گیرنده‌ها می‌دهند. افراد نیازمند خدمات می‌توانند از طریق ایمیل با این مرکز تماس بگیرند. علاوه بر مرکز تماس اصلی سازمان، سوا دارای یک کلینیک سیار است که به آنها امکان می‌دهد برنامه‌هایی را در نقاط مختلف جامعه و مناطق دور از دسترس انجام دهند. سوا همچنین در زمینه خشونت و سوءاستفاده در خانواده، آموزش و مساعدت فنی را برای نیروی انتظامی، پرسنل مدرسه و دیگران فراهم می‌کند.
از سال ۲۰۰۵، خط تلفنی به صورت ویژه به مسائل مربوط به کودکان رسیدگی می‌کند. این خط تلفن به «خط حمایت از کودک فلسطین» نام‌گذاری شده‌است و بخشی از شبکه بین‌المللی خطوط کمک به کودکان به نام Child Helpline International است.
در جریان محاصره غزه، خط اضطراری برای کودکان و والدین آسیب دیده در غزه افتتاح شد. در این برهه ۲۰۰–۲۵۰ تماس در روز با این خط اضطراری در مرکز سوا برقرار می‌شد. سوا همچنین در مبارزه با قاچاق انسان و فحشا دختران و زنان فلسطینی فعالیت گسترده‌ای دارد. سوا گزارش گسترده‌ای در رابطه با این مشکل نوشته و با عنوان «قاچاق و روسپیگری اجباری زنان و دختران فلسطینی: اشکال برده‌داری مدرن» منتشر نموده‌است.

## مشاوره[۱۴]

### مشاوره تلفنی
شماره ۱۲۱ (در کرانه باختری و غزه) و شماره ۱-۸۰۰-۵۰۰-۱۲۱ (در اورشلیم شرقی) یک شماره تلفن رایگان است که تماس گیرنده را با کارکنان آموزش دیده مستقر در رام‌الله یا بیت‌المقدس متصل می‌کند. این پشتیبانی و کمک، مشاوره اولیه اجتماعی و روانشناختی را برای زنان، کودکان و آقایان که در معرض انواع مختلف خشونت و سوءاستفاده قرار می‌گیرند، فراهم می‌کند. مرکز تماس هر روز از ساعت ۰۹:۰۰–۲۴:۰۰ باز است.

### مشاوره گفتگوی آنلاین
سوا یک پروفایل فیس‌بوک دارد که به مشاوره آنلاین اختصاص داده شده‌است. در این صفحه یک برنامه مشاوره گفتگوی آنلاین ارائه شده‌است به گونه‌ای که امکان برقراری ارتباط بدون مکالمه تلفنی امکان‌پذیر است، که اغلب توسط ساکنان خارج از مناطق فلسطین استفاده می‌شود. این گفتگوهای آنلاین، دوشنبه و جمعه از ساعت ۹:۰۰–۱۷:۰۰ فعال است.

### مشاوره حضوری
سوا همچنین مشاوره اجتماعی و روانشناسی را برای افراد در همه گروه‌های سنی و در مناطق مختلف زندگی مانند خانواده، مدرسه، محل کار و غیره ارائه می‌دهد. جلسات در صورت درخواست تماس گیرنده ارائه می‌شود.

## برنامه‌ها
محور اصلی سازمان سوا، همان‌طور که در صفحه اصلی آنها آمده‌است، مبارزه با خشونت علیه زنان و کودکان می‌باشد. ضمن اینکه این سازمان برنامه‌های مختلفی را برای مقابله با سایر موضوعات در جامعه فلسطین اجرا می‌کند.

### برنامه‌های آموزشی
سوا کارگاه‌های مختلفی را ترتیب می‌دهد که از ۱ تا ۳ ماه به طول می‌انجامد. این کارگاه‌ها بر خشونت و آزار و اذیت تمرکز می‌کنند و از گفتمان به عنوان رویکرد اصلی استفاده می‌کنند. در بعضی از کارگاه‌ها جلسات ورزشی به منظور افزایش آگاهی جسمی وجود دارد. سوا از طریق کارگاه‌های آموزشی خاص کودکان را هدف قرار می‌دهد. این کارگاه‌ها شامل نمایش عروسکی و بحث و گفتگو است. نمایش عروسکی به عنوان روشی غیرمستقیم برای هدف قرار دادن مشکلاتی مانند سوء استفاده جنسی از کودکان استفاده می‌شود. سوا همچنین متخصصانی مانند افسران پلیس، دادستان‌ها و کارمندان مراکز پزشکی و درمانی را آموزش می‌دهد. آنها در مورد چگونگی برخورد با قربانیان خشونت، نحوه برخورد با مجرم و برنامه‌های مداخله آموزش دیده‌اند.